# Burg Sulz
Die Burg Sulz, auch Alte Sulz genannt, ist eine abgegangene Höhenburg etwa einen halben Kilometer nordöstlich von Schloss und Altstadt von Kirchberg an der Jagst im Landkreis Schwäbisch Hall in Baden-Württemberg. Am Fuße der Burg befand sich der Weiler Sulz mit einem Sauerbrunnen, also einer Salzquelle.

## Geographische Lage
Die Burg stand bei 384,4 m ü. NN auf dem abwärtigen Mündungssporn des durch eine steile Klinge von Gaggstatt her zur Jagst laufenden Steinbachs, gegenüber von Burg Hornberg im Osten auf dem aufwärtigen. Durch diese Klinge verläuft die das Jagsttal querende Hauptstraße noch heute bergan nach Nordosten. Auch nach Westen fällt das Terrain vom Burggelände stark ab, da hier der Fluss den nördlichen Teil einer weit verebneten Flussdoppelschlinge ausgeräumt hat, aus dem er sich wieder etwas zurückgezogen hat. Im Süden liegt gegenüber der Jagst der bewaldete Sophienberg, zwischen diesem und dem Burgsporn ist der Fluss durchgebrochen; ein alter Mühlenstandort zu Füßen der Burg, die etwa 50 Meter vor einer alten Jagstfurt etwas weiter westlich liegt, späterhin durch eine Brücke ersetzt, verweist noch auf das dadurch erhöhte Gefälle.

## Geschichte
Die Burg Sulz, 1157 Sulce genannt, wurde um 1103 von den Edlen von Sulz als Stammsitz erbaut. Die Burg Sulz, ihr Gegenüber die Burg Kirchberg um 1240 erbaut und die Burg Hornberg sicherten die Salzstraße von Hall nach Rothenburg durch die Jagstfurt. Alle drei waren staufische Reichsburgen. Die Ausmaße der Kernburg betrugen ca. 30 × 30 Meter. Eine kleinere Vorburg schloss sich nordöstlich hangabwärts an. Die Burg war 1472 mit dem Vogt Karl Gerner und seinem Knecht besetzt.
Die Burg wurde am 3. Mai 1525 im Bauernkrieg zerstört. Der Burgstall zeigte im 18. Jahrhundert noch einen hohen Mauerrest, deren Steine dann vermutlich im Jagstwehr verbaut wurden. Heute sind nur noch verschüttete Kellergewölbe und Abschnittsgräben erhalten.

## Besitzer, Lehnsherren, Vögte
- Besitz – von Hohenlohe,
- Lehensherren – Ganerbebesitz nach 1472 von Geyer aus Gaubüttelbrunn, – vor 1480 Jörg Truchseß von Baldersheim, – 1480 Marx von Wollmersleben, – 1500 Wolf Golzmann
- Burgvogt – 1472 der Vogt Karl Gernert